# Valentin Prokopov
Valentin Ivanovitch Prokopov (en russe : Валентин Иванович Прокопов), né le 10 juin 1929 et mort le 5 novembre 2016, est un joueur de water-polo international soviétique. Il remporte la médaille de bronze lors des Jeux olympiques d'été de 1956 à Melbourne. Il est connu pour avoir effectué l'élément déclencheur du "bain de sang de Melbourne", lors de la demi-finale de la compétition de water-polo, pour avoir assené un coup de tête à Ervin Zádor, son adversaire hongrois.

## Palmarès

### En sélection
- Union soviétique
  - Jeux olympiques :
    - Médaille de bronze : 1956.